# 단사천
단사천(段泗川, 1914년 ~ 2001년)은 해성그룹 회장을 지낸 대한민국의 기업인이다. 본관은 강음, 호는 송남(松湳)이다.

## 생애
1914년 8월 16일 황해도 서흥군 신막읍 신막리 288번지에서 태어났다. 가난한 집안의 2남 1녀 중 장남으로 태어나 신막소학교 3학년 재학 중에 부친을 여의게 되었으며, 편모 슬하에서 소학교를 졸업하고, 해주고등보통학교에 입학하였다. 그러나 어린 나이에 갑자기 호주가 되어 집안을 책임져야 했기 때문에 중도에 학업을 중단하고 일찍부터 사회생활에 뛰어 들어야만 하였다.
18세 되던 해에 서울로 이주하여 외가쪽 친척이 운영하던 상점에 점원으로 취직하였다. 5년여 동안의 점원 생활을 거쳐 23세가 되던 해에 일만상회라는 재봉틀 조립회사를 설립하였다. 일만상회를 운영하여 모은 재산을 발판으로 1945년 이후 해성직물상회를 설립한 것을 비롯하여 1958년 한국제지, 1977년 계양전기, 1993년 한국팩키지 등을 창업하면서 현재의 해성그룹을 일궜다. 육영사업에도 큰 관심을 보여 1970년 해성문화재단과 1972년 해성학원을 설립해 운영해 왔다.
단사천 회장이 재계에서 유명해진 것은 ‘현금왕’이라 불릴 정도로 많은 현금과 부동산을 보유했기 때문이다. 단사천 회장은 1950년대부터 명동 사채시장을 주름잡는 ‘큰 손’으로 꼽혔다. 1974년에는 종합소득세 납부 순위 7위까지 올랐던 그는 은행에서 돈을 빌리기 보다 자기 돈으로 투자하고 무리한 확장은 금기시했다. 현대그룹 창업주 정주영 회장이나 삼성그룹 이병철 회장도 단사천 회장의 도움을 받았다고 전해지며, 경제규모가 본격적으로 팽창하던 1980년대 들어서 단사천 회장의 현금동원 능력 역시 더욱 커져 하루에 움직이는 자금의 규모가 약 3000억원에 달했다고 한다.